# Беура-Кардецца
Беура-Кардецца (італ. Beura-Cardezza, п'єм. Bèura e Cardëssa) — муніципалітет в Італії, у регіоні П'ємонт,  провінція Вербано-Кузіо-Оссола.
Беура-Кардецца розташована на відстані близько 580 км на північний захід від Рима, 125 км на північ від Турина, 25 км на північний захід від Вербанії.
Населення — 1458 осіб (2014).
Щорічний фестиваль відбувається 23 квітня. Покровитель — святий Юрій.

## Демографія
Населення за роками:

Станом на 1 січня 2023 року в муніципалітеті офіційно проживало 55 іноземців з 16 країн, серед них 14 громадян країн Євросоюзу та 5 громадян України.

## Сусідні муніципалітети
- Домодоссола
- Палланцено
- Премозелло-Кьовенда
- Тронтано
- Вілладоссола
- Вогонья